# Eorissa cicatrifrons
Eorissa cicatrifrons är en insektsart som beskrevs av Ronald Gordon Fennah 1965. Eorissa cicatrifrons ingår i släktet Eorissa och familjen sporrstritar. Inga underarter finns listade i Catalogue of Life.